# 2-Méthylnaphtalène
Le 2-méthylnaphtalène est un hydrocarbure aromatique polycyclique extrait du goudron.

## Propriétés physico-chimiques
Ce solide est soluble dans le benzène, l'éthanol et le sulfure de carbone, mais insoluble dans l'eau.

## Production et synthèse
Le 2-méthylnaphtalène est extrait par distillation du goudron où il est présent à une concentration d'environ 1,5 % par distillation fractionnée et forme avec le 1-méthylnaphtalène la majeure partie de la fraction allant de 240 à 245 °C. Il est séparé par la suite de son isomère par cristallisation.
Il est également produit par isomérisation du 1-méthylnaphtalène en présence de trifluorure de bore, d'acide phosphorique ou en présence de zéolites.

## Utilisation
Il sert de précurseur à des composés pharmaceutiques et un des principaux röactifs pour la synthèse du 2-méthyl-1,4-naphtoquinone, intermédiaire dans la synthèse de la vitamine K. Mélangé au 1-méthylnaphtalène, il sert de fluide caloporteur.
Par oxydation suivi d'un réarrangement de Henkel, il donne l'acide naphtalène-2,6-dicarboxylique qui est utilisé dans la fabrication de fibres polyesters résistantes à la chaleur.